# Hanleya hanleyi
Hanleya hanleyi är en blötdjursart som först beskrevs av Bean in Thorpe 1844.  Hanleya hanleyi ingår i släktet Hanleya och familjen Hanleyidae. Enligt den svenska rödlistan är arten sårbar i Sverige. Arten förekommer i Götaland. Artens livsmiljö är havet. Inga underarter finns listade i Catalogue of Life.